# Plathypena palpalis
Plathypena palpalis là một loài bướm đêm trong họ Erebidae.